# Nephrotoma sangoana
Nephrotoma sangoana är en tvåvingeart som beskrevs av Alexander 1963. Nephrotoma sangoana ingår i släktet Nephrotoma och familjen storharkrankar.
Artens utbredningsområde är Angola. Inga underarter finns listade i Catalogue of Life.